# Björnbär
Björnbär (Rubus subg. Rubus) är ett samlingsnamn på flera arter inom familjen Rosaceae, släktet Rubus. Den vanligaste är sötbjörnbär (Rubus plicatus). Björnbärskomplexet består av ett stort antal arter, underarter och former, som hör till de mest svårskilda i vår flora. Odlade sorter är dessutom ofta hybrider av olika arter. De kallas ibland även svarthallon (jämför blåhallon, även kallade salmbär) och björnhallon (ej att förväxla med boysenbär som också kallas detta).
Tidigare betraktade man björnbär som en enda art, vilken då kallades Rubus fruticosus. 

## Beskrivning
Numera finns arter både med och utan taggar. De har 2-åriga stammar, som växer i mer eller mindre vågräta bågar eller liggande på marken, på murar, på kringstående buskar och så vidare. Första året är en sådan buskstam en oförgrenad nystam (jämför nypon) med strödda, femfingrade blad; andra året blir den huvudstam för en mängd sidoskott med blommor, och förtorkar sedan frukten mognat. Blommorna har höga värden av pollen och nektar, och besöks av många pollinerande insekter. Hos flera arter böjer sig denna bågformiga stam med spetsen ned mot marken, borrar sig in där och fäster sig med kniprötter. Denna buskstams utseende (särskilt som nystam första året), dess taggbeväpning, tvärsnittets form m.m., avger en del av kännetecknen för ifrågavarande arter. I någon mån kan man skilja arterna även på bladen, blommorna och frukterna.

## Utbredning
Björnbärsarterna växer på torra, varma, helst solöppna lokaler och behöver i regel ett milt och jämnt klimat. De är därför allmännast i kusttrakterna i maritimt klimat. På Skandinaviska halvön förekommer vilt växande björnbär framförallt i Sveriges sydligaste landskap och i kustlandskapen vid Kattegatt och Skagerack, samt därefter spridda längs Norges västkust åtminstone upp till Sogn. Vid Östersjökusten påträffas hithörande arter sällan nordligare än vid Stockholm; till de allmännare i Sveriges östra del hör Rubus nemorosus (även på Åland). Även sötbjörnbär har jämförelsevis stor utbredning i Sverige och Norge. Till de mest härdiga arterna hör sammetsbjörnbär, även kallat sibiriskt björnbär, som kan växa upp till odlingszon 6.

## Arter
Undersläktet Rubus av släktet Rubus delas i sin tur in i flera sektioner.
- Rubus subg. Rubus sect. Allegheniensis
- Rubus subg. Rubus sect. Arguti
- Rubus subg. Rubus sect. Caesii
- Rubus subg. Rubus sect. Canadenses
- Krypbjörnbär Rubus subg. Rubus sect. Corylifolii
- Rubus subg. Rubus sect. Cuneifolii
- Rubus subg. Rubus sect. Flagellares
- Rubus subg. Rubus sect. Hispidi
- Egentliga björnbär Rubus subg. Rubus sect. Rubus
- Rubus subg. Rubus sect. Setosi
- Rubus subg. Rubus sect. Ursini
- Rubus subg. Rubus sect. Verotriviales

### Egentliga björnbär
Rubus subg. Rubus sect. Rubus

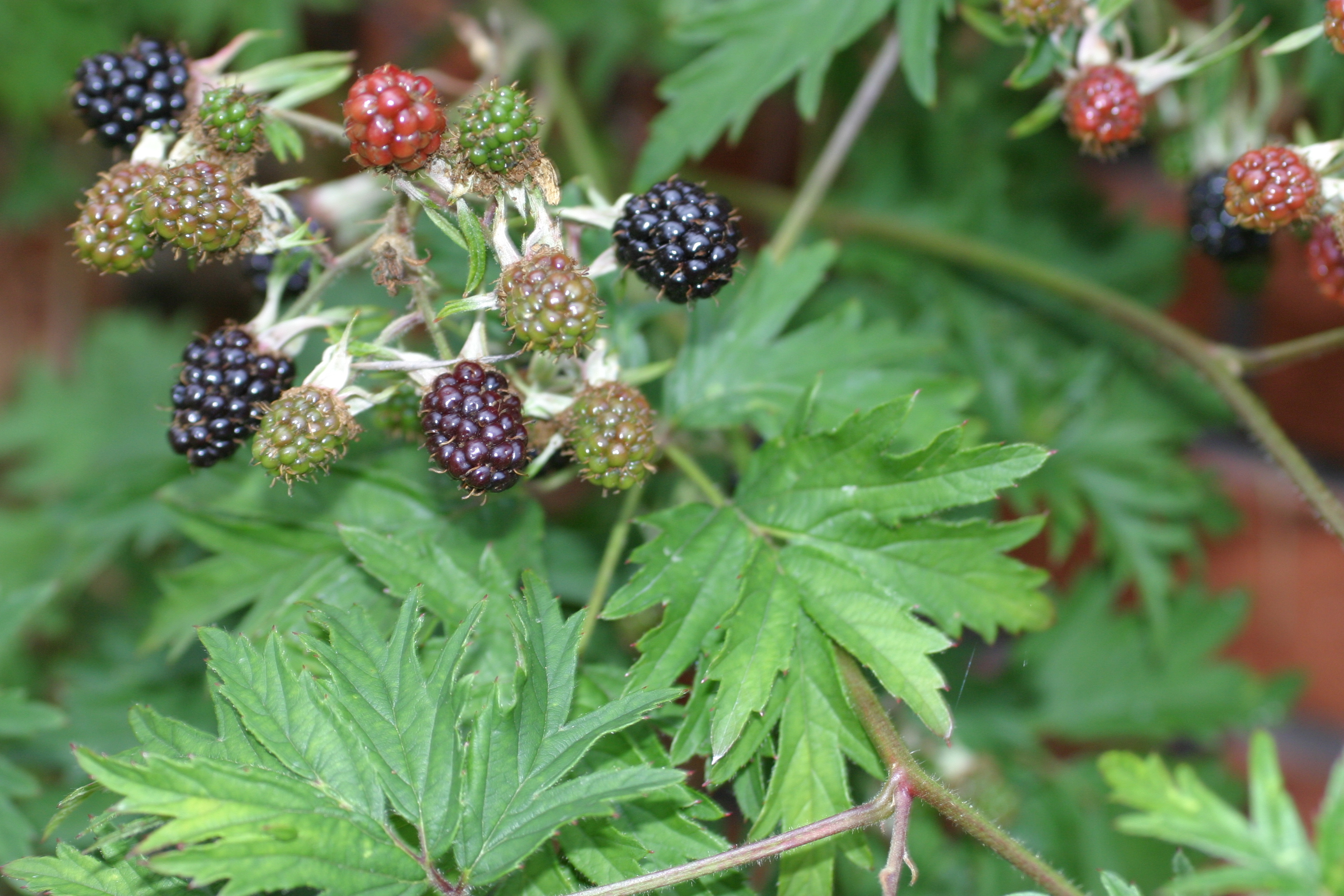
Björnbär, trädgårdsvariant

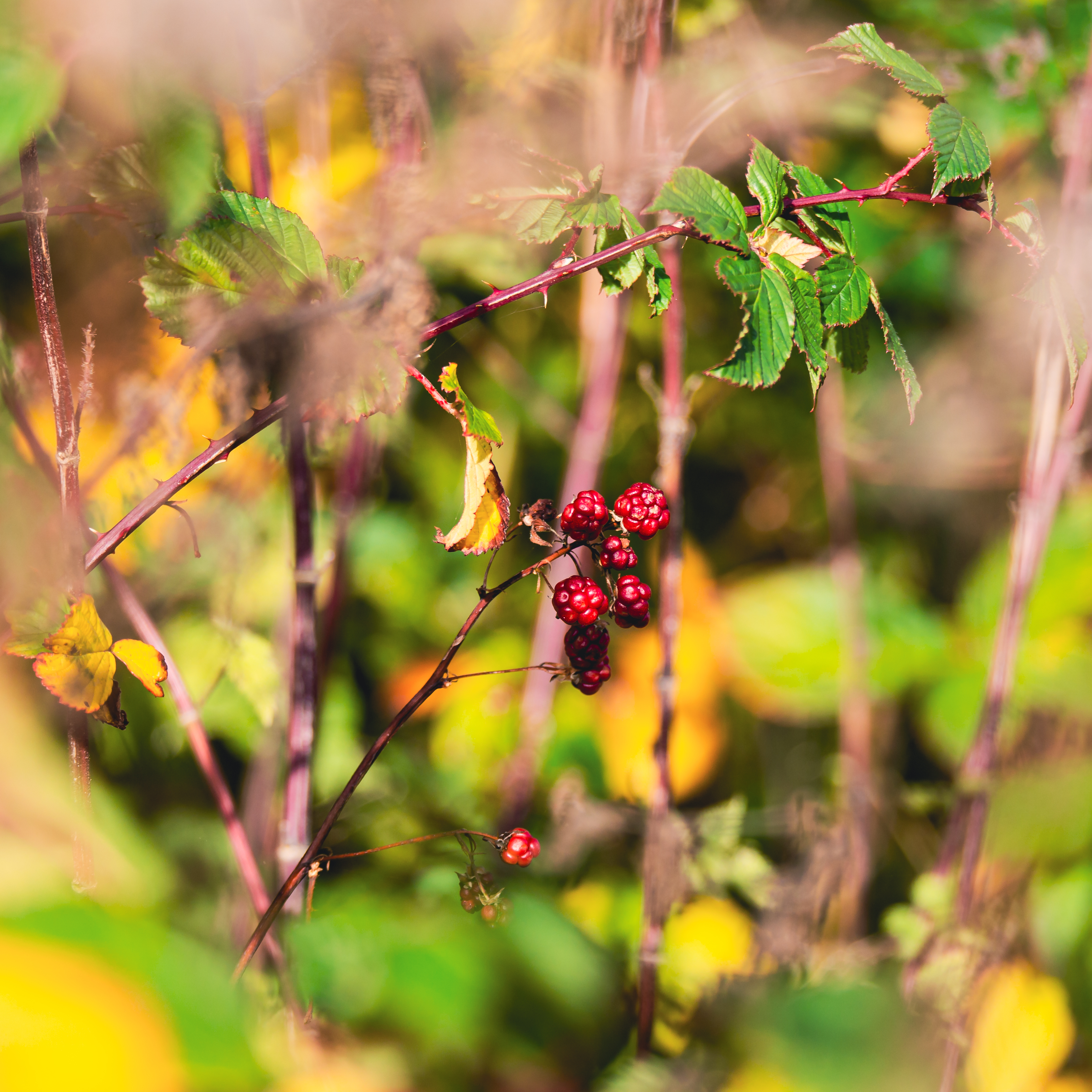
Björnbär som inte hunnit mogna före hösten

- armeniskt björnbär (Rubus armeniacus)
- bergumsbjörnbär (Rubus loehrii) (akut hotad)
- blomsterbjörnbär (Rubus polyanthemus) (starkt hotad)
- flikbjörnbär (Rubus laciniatus)
- glansbjörnbär (Rubus divaricatus) (akut hotad)
- grönbladsbjörnbär (Rubus muenteri) (missgynnad)
- karakåsbjörnbär (Rubus dasyphyllus) (försvunnen)
- klobjörnbär (Rubus lindebergii)
- luddbjörnbär (Rubus insularis) (missgynnad)
- mörkt björnbär (Rubus pseudopallidus)  (starkt hotad)
- nordbjörnbär (Rubus septentrionalis) (sårbar)
- norskt björnbär (Rubus nemoralis)
- nålbjörnbär (Rubus scissus) (missgynnad)
- orustbjörnbär (Rubus infestus) (missgynnad)
- pyramidbjörnbär (Rubus pyramidalis) (akut hotad)
- raspbjörnbär (Rubus radula)
- rostbjörnbär (Rubus pedemontanus)
- rundbladsbjörnbär (Rubus vestitus) (starkt hotad)
- sammetsbjörnbär (Rubus allhegiensis)
- skogsbjörnbär (Rubus nessensis)
- skuggbjörnbär (Rubus sciocharis) (akut hotad)
- skånebjörnbär (Rubus axillaris) (missgynnad)
- smalbjörnbär (Rubus chlorothyrsos)
- smålandsbjörnbär (Rubus vigorosus) (akut hotad)
- spirbjörnbär (Rubus grabowskii)
- sprengelsbjörnbär (Rubus sprengelii) (sårbar)
- storbjörnbär (Rubus gratus)
- surbjörnbär (Rubus sulcatus)
- sötbjörnbär (Rubus plicatus)
- taggbjörnbär (Rubus senticosus)
- västerviksbjörnbär (Rubus vestervicensis)
- östgötabjörnbär (Rubus hartmanii) (sårbar)

### Krypbjörnbär
Rubus subg. Rubus sect. Corylifolii
- blekingebjörnbär R.hylanderi
- bohusjörnbär R.dissimulans
- bornholmsbjörnbär R.lidforssii
- borstbjörnbär R.fabrimontanus
- daggbjörnbär R.glauciformis
- filtbjörnbär R.lagerbergii
- fintandat björnbär R.decurrentispinus
- gyllenbjörnbär R.aureolus
- hallandsbjörnbär R.hallandicus
- hallonbjörnbär R.pruinosus
- hasselbjörnbär R.wahlbergii
- hjärtbjörnbär R.cyclomorphus
- hårbjörnbär R.camptostachys
- knippbjörnbär R.fasciculatus
- lindbjörnbär R.tiliaster
- lindblomsbjörnbär R.mortensenii
- naggbjörnbär R.lamprocaulos
- polabiskt björnbär R.walsemannii
- rosenbjörnbär R.rosanthus
- slätbjörnbär R.eluxatus
- spetsbjörnbär R.gothicus
- svenskt björnbär R.suecicus
- västkustbjörnbär R.norvegicus

## Användning
Björnbären är som sylt mycket läckra. Deras tillredning försvåras dock därav, att stenfruktsamlingen ej så lätt lossnar från blomaxeln, som hallonet. De mognar ganska sent (runt augusti och september).

### Medicinsk användning
Inom folkmedicinen har björnbär invärtes användning mot diarré och som gurgelvatten vid mun- och svalginflammationer, samt utvärtes till bad vid svårläkta sår. Använd del är bladen, vars garvämnen med spår av eterolja, har en antidiarroisk och adstringerande verkan.

## Namn och i kulturen
Brombär är ett dialektalt namn i Uppland.
En svensk forskare som ägnade släktet Rubus mycket energi var Bengt Lidforss (1868-1913), på vars grav det i dag växer en björnbärsbuske.